# Allodapinae
Die Allodapinae sind eine Unterfamilie der Spulwürmer mit sechs Arten. Es sind vorwiegend Parasiten im Darm von Vögeln und amerikanischen Beuteltieren.

## Merkmale
Allodapinae sind Subuluridae, bei denen der Pharynxabschnitt der Mundhöhle weder gelappt noch gewunden ist, aber eine komplexe Anordnung von Leisten aufweist.

## Systematik
Zur Unterfamilie gehören zwei Gattungen:
- Allodapa Diesing, 1861
- Aulonocephalus Chandler, 1935